# Mord an Hermann Lichtenstein
Der Mord an Hermann Lichtenstein war ein Raubmord, der am 26. Februar 1904 in Frankfurt am Main begangen wurde. Historisch bedeutend an der Aufklärung des Falles war, dass dabei erstmals in Deutschland ein Täter mit Hilfe der Daktyloskopie aufgrund seines Fingerabdrucks überführt wurde.

## Tat
Hermann Lichtenstein betrieb ein Klaviergeschäft in der Zeil 69 in Frankfurt am Main. Als die Täter das Geschäft betraten, war er dort alleine. Neben den für das Publikum zugänglichen straßenseitigen Geschäftsräumen gab es rückwärtig einen großen Lagerraum, in dem zahlreiche Klaviere und Flügel standen.
Die letzte Kundin hatte das Geschäft um 12:20 Uhr verlassen. Bereits um 12:45 Uhr wurde Hermann Lichtensteins Leiche im hinteren Teil des Lagerraumes entdeckt. Er war mit einem runden Gegenstand mit scharfen Kanten getötet worden. Das Tatwerkzeug wurde nie gefunden, es könnte sich um einen Polierhammer gehandelt haben. Zusätzlich war eine Hanfschnur mehrfach um seinen Hals geschlungen. Im gesamten Lager- und Bürobereich des Geschäfts fanden sich Blutspuren. Der Tresor des Geschäfts, in dem sich etwa 800 Mark befunden hatten, war entleert.

## Ermittlungen und Prozess

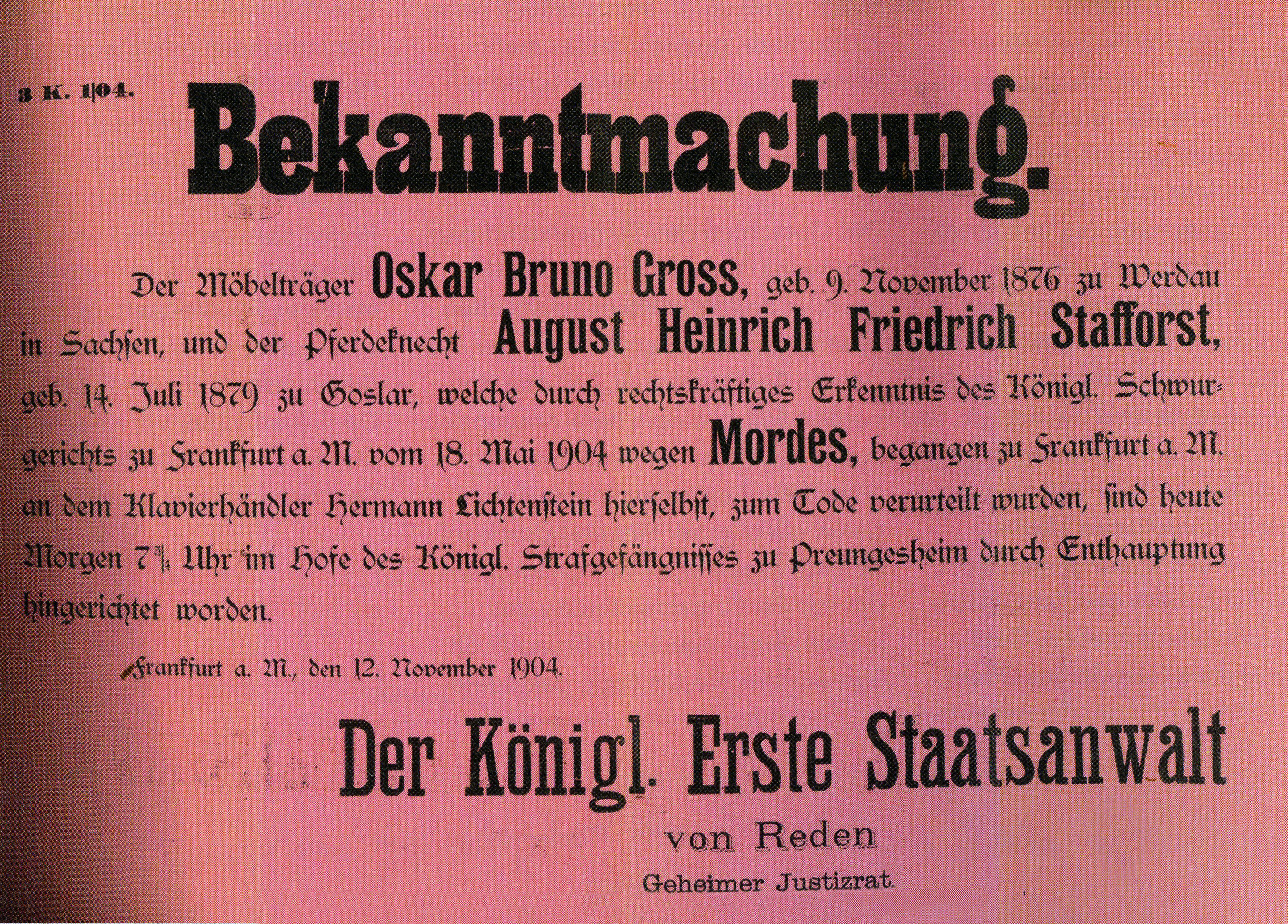
Bekanntmachung der Urteilsvollstreckung

Die Hanfschnur stammte aus einem Seilergeschäft in der Fahrgasse. Mit Hilfe des dortigen Verkäufers konnte als deren Käufer mit großer Wahrscheinlichkeit der gelernte Metzger und nun als Möbelträger arbeitende Oskar Bruno Groß identifiziert werden. Er wurde festgenommen. Anschließend wurden Blutspuren, die er mit Fleckenwasser zu entfernen versucht hatte, auf seiner Kleidung gefunden. Außerdem befand er sich im Besitz von 600 Mark.
Die Polizei ging aufgrund der Spuren am Tatort allerdings von zwei Tätern aus. Bei der Überprüfung der Sozialkontakte von Groß stieß die Polizei auf den Pferdeknecht Friedrich Stafforst, der sich mittlerweile in Hamburg aufhielt. Er befand sich im Besitz der goldenen Uhrkette von Hermann Lichtenstein. Bei seiner Vernehmung gab er letztendlich zu, Hermann Lichtenstein zusammen mit Groß getötet zu haben. Die beiden hatten bereits 1902 gemeinsam Falschgeld hergestellt. Stafforst erhielt dafür eine längere Haftstrafe, verriet die Beteiligung von Groß an der Falschmünzerei aber nicht. Groß bestritt, an der Tötung von Hermann Lichtenstein beteiligt gewesen zu sein.
Als Gutachter wurde der Chemiker Georg Popp, Mitbegründer der naturwissenschaftlichen Kriminalistik, herangezogen. Ihm gelang es, einen blutigen Fingerabdruck am Kragen des Opfers eindeutig Groß zuzuordnen. Stafforsts Fingerabdrücke fanden sich an Papieren und Möbeln im Geschäft. Aufgrund dieser Beweise verurteilte das Landgericht Frankfurt am Main die beiden am 18. Mai 1904 wegen Mordes zum Tode. Sie wurden am 12. November 1904 im Gefängnis in Frankfurt-Preungesheim mit dem Fallbeil enthauptet und sofort beigesetzt. Schon im September – also vor der Hinrichtung – hatten sich das Anatomische Institut der Universität Marburg und die Dr. Senckenbergische Stiftung um die künftigen Leichen gestritten; die Herausgabe der Leichen wurde aber staatlicherseits abgelehnt.

## Literarische Verarbeitung
- Nikola Hahn: Die Farbe von Kristall. 1. Auflage.[Anm. 3] von Schröder, München 2002. ISBN 978-3-547-71003-8[9] → Hauptartikel: Frankfurt am Main in der Literatur#Nikola Hahn: Die Detektivin und Die Farbe von Kristall